# Reprezentacja macierzowa operatora
Każdy operator w mechanice kwantowej można zapisać w postaci macierzy, której elementy definiujemy jako:
{\displaystyle A_{\alpha \beta }=\langle \alpha |{\hat {A}}|\beta \rangle .}
Warto zauważyć, że wartość średnia operatora {\displaystyle {\hat {A}}} w stanie bazowym {\displaystyle |\alpha \rangle } wynosi {\displaystyle A_{\alpha \alpha }.} Co więcej, wartość średnia operatora w dowolnym stanie
{\displaystyle |\psi \rangle =\sum _{\alpha }c_{\alpha }|\alpha \rangle }
wynosi:
{\displaystyle \langle \psi |{\hat {A}}|\psi \rangle =\sum _{\alpha }c_{\alpha }A_{\alpha \alpha }.}